# Joe Higgins
Joe Higgins (Lispole, 20 maggio 1949) è un politico irlandese trotskista, che appartiene al Partito Socialista affiliato al Comitato per un'Internazionale dei Lavoratori.
Nelle elezioni generali del 2011 è stato eletto al Dáil Éireann come Teachta Dála (TD) per la circoscrizione di Dublino occidentale, Higgins aveva già ricoperto quell'incarico dal 1997 al 2007. Joe Higgins è stato inoltre membro del Parlamento europeo (MEP) per la circoscrizione di Dublino tra il 2009 e 2011.
Il 19 settembre 2003, Higgins è stato condannato a un mese di prigione a Mountjoy a seguito della sua protesta contro la mancata raccolta dei rifiuti nel suo collegio elettorale. Higgins ha utilizzato la piattaforma parlamentare per mettere in luce lo sfruttamento dei lavoratori migranti in Irlanda pagati con stipendi inferiori al salario minimo come nel caso dei lavoratori turchi dell'azienda GAMA.
Higgins è stato eletto alle elezioni parlamentari del 2009, per la circoscrizione di Dublino, battendo due storici oppositori: Mary Lou McDonald del Sinn Féin ed Eoin Ryan del Fianna Fáil. Lo stesso giorno è stato eletto al consiglio della contea di Fingal per l'area elettorale Castleknock. A causa delle norme sul doppio mandato, Higgins ha lasciato nel luglio 2009 il suo seggio in consiglio ed è stato sostituito da Matt Waine.
Al parlamento europeo ha fatto parte del gruppo della Sinistra unitaria europea-Sinistra verde nordica (GUE-NGL). Joe Higgins ha utilizzato il suo seggio di europarlamentare per promuovere diverse iniziative di solidarietà internazionale con il movimento operaio sudafricano, kazako e italiano e con i movimenti di lotta in Europa. Nel 2009 Higgins ha partecipato all'Assemblea nazionale dell'Associazione ControCorrente. L'anno successivo su invito della stessa associazione ha svolto una visita al movimento No TAV, visita che ha poi portato ad un incontro al parlamento europeo promosso da Higgins tra esponenti di movimenti ambientalisti europei.
Nel 2011 è stato eletto al parlamento irlandese e ha lasciato il suo seggio da europarlamentare a Paul Murphy.